# ユーリウス・ミッデルトゥーン
ユーリウス・ミッデルトゥーン（Julius Middelthun, 1820年7月3日 - 1886年5月5日）は、ノルウェーの彫刻家。

## 概要
ノルウェーのコングスベルグに生まれた。父は硬貨の彫刻職人。若い時、金細工職人として働いていたが、コペンハーゲンに行って彫刻家Herman Wilhelm Bissenのもとで10年間学んだ。続いてローマで8年間学び、ノルウェーに帰国した。肖像彫刻で最も知られる。
王立絵画学校（現・オスロ国立芸術大学）で教鞭をとった。その時の生徒の1人がエドヴァルド・ムンクである。

## 作品

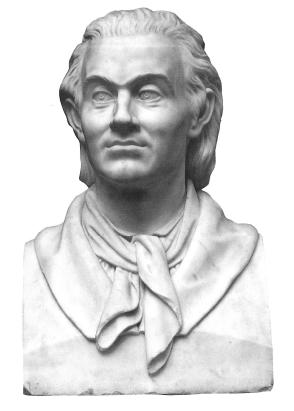
Johan Wesselの胸像（1865年）
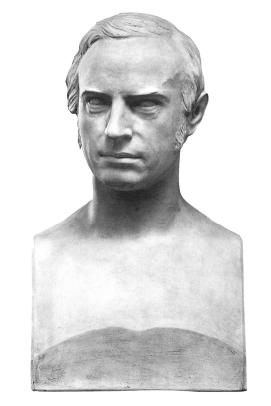
Johan Sebastian Welhavenの胸像（1867年）
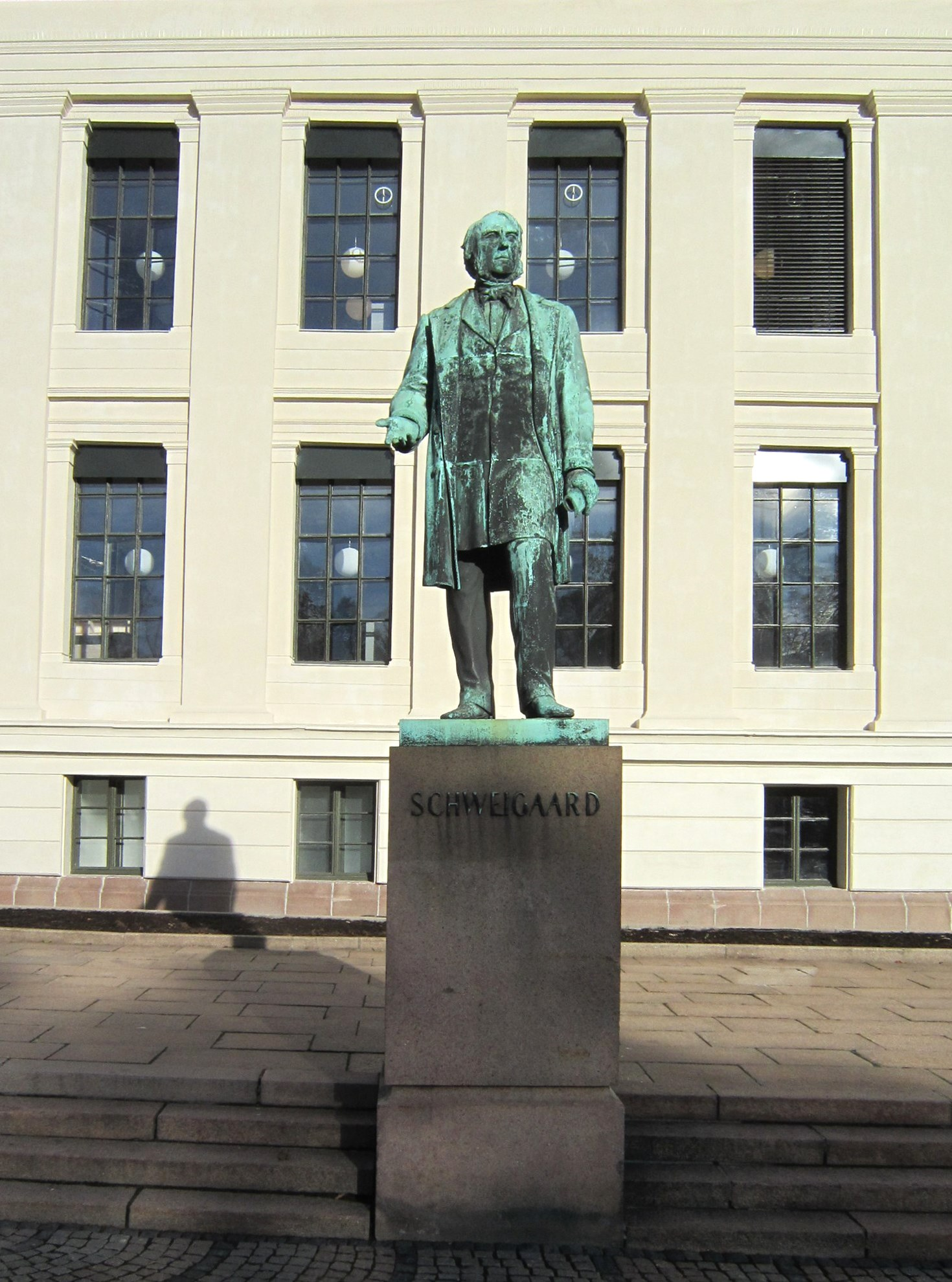
Anton Martin Schweigaardの像